# Mika Haas
Mika Haas (* 11. August 2005 in Kaiserslautern) ist ein deutscher Fußballspieler. Der Linksverteidiger steht beim 1. FC Kaiserslautern unter Vertrag.

## Karriere

### Jugend
Nach mehreren Jugendstationen in Kaiserslautern und in Enkenbach-Alsenborn spielte Haas ab 2019 für die Jugend des 1. FC Kaiserslautern, wo er schon von 2012 bis 2015 das Fußballspielen lernte. Zur Saison 2024/25 unterschrieb er bei den Roten Teufeln seinen ersten Profivertrag.

### Herren
Sein Profidebüt gab er am 5. Spieltag der Spielzeit 24/25, als er gegen Hannover 96 fünf Minuten vor Ende eingewechselt wurde. Gegen Schalke 04 am 31. Spieltag (26 Minuten Spielzeit) und den Karlsruher SC am darauffolgenden Spieltag (4 Minuten Spielzeit) kam er in dieser Saison noch zu zwei weiteren Einsätzen bei den Profis, ansonsten kam vor allem er in der zweiten Mannschaft des FCK zum Einsatz (21 Spiele, 12 Scorerpunkte). Nach dieser Saison verlängerte man den Profivertrag. Am 2. Spieltag der Saison 25/26 feierte er im Spiel gegen den FC Schalke 04 sein Startelfdebüt und stand die kompletten 90 Minuten auf dem Feld. Das Spiel wurde mit 1:0 gewonnen. 